# ジャムチ

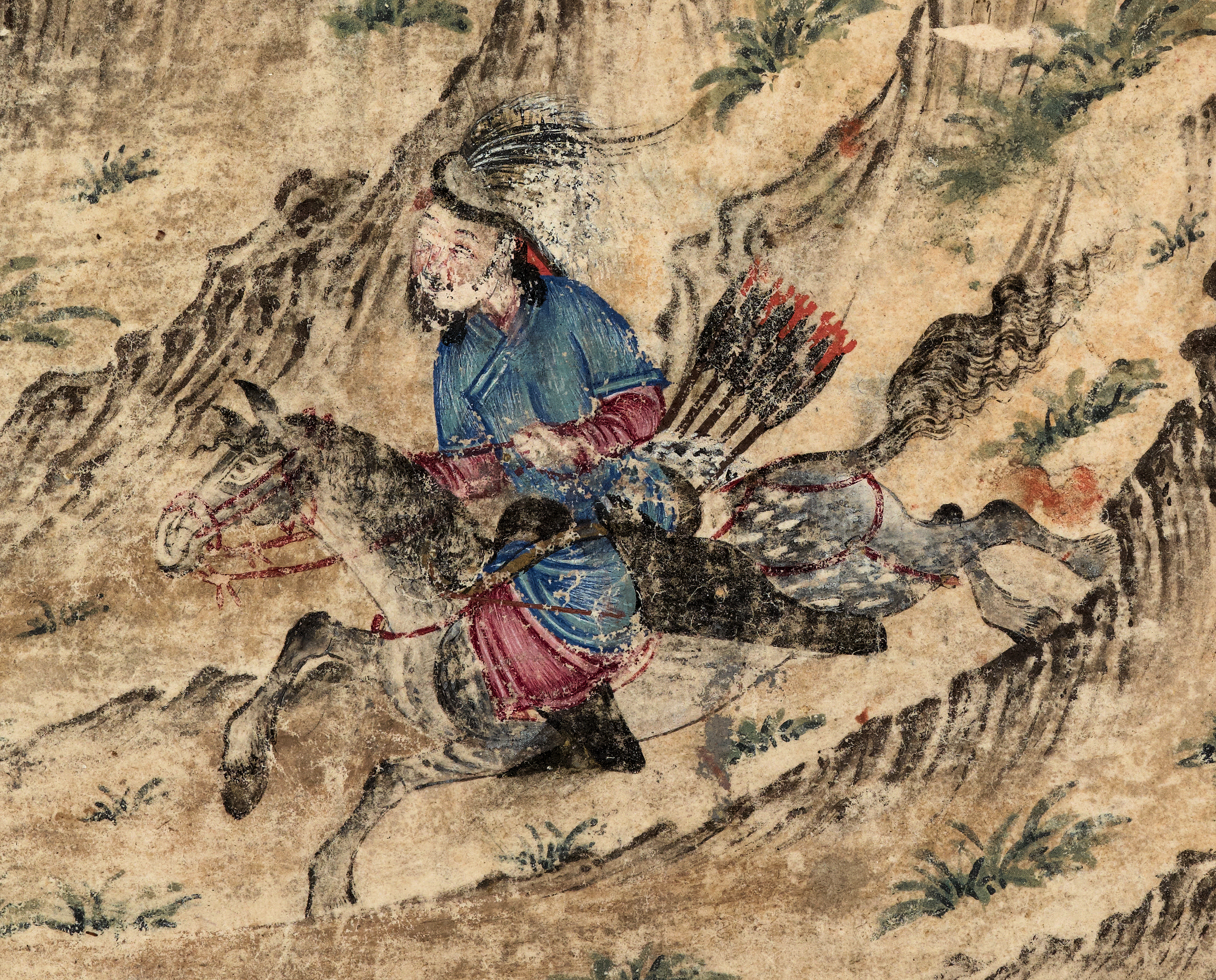
駅馬に跨るモンゴルの騎手（『集史』色彩挿画、14世紀）

ジャムチ（モンゴル語: Өртөө,ᠡᠣ᠊᠊ᠢ᠊᠊ᠷᠳ᠋‍ᠠ‍ᠭᠡᠡ᠋、中国語: 站赤）とは、モンゴル帝国及びその後継国家で施行された駅伝制度。
モンゴル帝国は帝国全土の交易路を整備し、また 20 - 30 km おきに宿舎・食料・換え馬を備えた宿駅を設置することで交通の円滑化を図り、この制度をモンゴル語でジャムチと呼称した。ジャムチの整備は使者（イルチ）を介した情報伝達の迅速化をもたらしたのみならず、商人による長距離交易の振興にも貢献し、モンゴル帝国の経済的繁栄の要因の1つと評されている。また、モンゴル帝国時代の著名な旅行者、長春真人(丘処機)、プラノ・カルピニ、ルブルック、マルコ・ポーロらは皆ジャムチ制度を利用することで長距離移動を成功させており、しばしばジャムチ制度の有用性について言及している。

## 名称
ジャム（ᠵᠠᠮ）はモンゴル語で「道」を意味し、ジャムチは「駅夫」、転じて駅伝制度を表すようになった。
モンゴル語圏ではジャム/ジャムチ (J̌am/J̌amči)、テュルク語圏ではヤム (Yam) と表記され、同時代のペルシア語史料ではテュルク語形に基づいて یام  (yām)、漢文史料ではモンゴル語形に基づいて站赤と記される。

## 歴史

### ジャムチ制の起源
駅伝制度は中国では春秋戦国時代より用いられており、モンゴル帝国も中国の駅伝制を参考にジャムチ制を整備したと考えられるが、具体的にいつ頃から駅伝制を導入したかは記録がなく不明である。
ジャムチ制の整備について記録されるようになるのは第二代皇帝オゴデイの時からで、『元朝秘史』はジャムチ制度の制定について、以下のように記述している：
この記述から、一般的にジャムチ制度は第二代皇帝オゴデイが創始した制度と紹介されることもある。しかし、実際には駅伝制の整備は初代皇帝チンギス・カンの時代から進められており、オゴデイは既存の駅伝制度を大々的に整備したものと考えられている。
チンギス・カンの中央アジア遠征中、モンゴル高原を経由して中央アジアを訪れた長春真人は魚児濼駅路（後のテレゲン道）というルートを用いたと記録しており、この頃既に駅伝制度の整備は始まっていた。

### オゴデイ・カアンによる整備
チンギス・カンの後を継いで即位したオゴデイ・カアンはまず金朝遠征を行うことを決定し、これと同時にジャムチ制を整備するよう勅令を発した。1229年（オゴデイの即位年）に発布された勅令では、「各ジャムチごとに米倉を置き、百戸（ジャウン）は車を10、十戸（アルバン）は米一石を毎年納入し、使者（イルチ）が来た時には毎日肉一斤、麺一斤、米一升、酒一瓶を支給せよ」と定められていた。ここで挙げられる百戸・十戸のように、ジャムチを維持するための奉仕を義務づけられた民戸を中国では「站戸」と呼称した。
金朝遠征を成功させた翌年の1235年には更なるジャムチの整備・拡大が進められた。この年のクリルタイでオゴデイ・カアンはジャムチの設置について以下のように語った：
更にこの後、オゴデイ・カアンは新たなる首都カラコルムの建設にあわせて、カラコルムと旧金朝領（ヒタイ）を結ぶ「37站」の整備に着手した。この時のジャムチの整備について『集史』は以下のように伝えている：
この「37站＝ナリン・ヤム（後述するナリン道とは別物）」がどのルートであるかは諸説あるが、いずれにせよモンゴル本土-中国を結ぶ駅伝はこの時に在来ルートを元に大量の輸送が可能な駅伝として再整備されたと考えられる。
また、1238年には燕京・宣徳・西京の3路を通るジャムチを整備するよう、イェケ・ジャルグチのシギ・クトクにジャルグチ（聖旨）が降された。これら一連の整備によってモンゴル本土と中国を結ぶジャムチは大幅に拡充されて草原のメトロポリス・カラコルムの食料供給を支える要となった。後にクビライとアリク・ブケとの間で帝位継承戦争が勃発した際、クビライはこのモンゴル本土-中国を結ぶジャムチを閉ざしたが、その結果カラコルムは急速に食料不足に陥ったという。

## 主要道路
モンゴル帝国本土、元代における嶺北等処行中書省が管轄する領域内には3つの主要な幹線道路があったことが知られている。これら3つの路線はそれぞれテレゲン（帖里干）道・モリン（木憐）道・ナリン（納憐）道と呼ばれていた。

### テレゲン道
突厥時代から存在し、キタイ帝国（遼朝）の時代には南モンゴル（上京臨潢府）と北モンゴル（辺防城）を繋いだ路線を前身とする。モンゴル帝国時代には金の上都（後には元の大都）を出発し、北西に向かってシリンゴル草原を越え、ケルレン河流域に出るルートであった。カラコルムに向かう際にはケルレン河流域から更に西に進む。
チンギス・カンの時代には魚児濼駅路とも呼ばれ、長春真人が用いたことで知られる。

### モリン道
唐代には突厥の民が唐の皇帝（＝天可汗）に参詣するため「参天可汗道」という名称で知られた路線を前身とする。オルドス地方方面から北方に向かい、ゴビ沙漠を越えて直接オルホン河流域に出るルートであった。
長期間に渡って中国とモンゴルを結ぶ路線として用いられ、清代においても軍道として用いられた。

### ナリン道
アルタイ山脈・陰山山脈の北麓を進むルートで、前2者が「南北の道」であるのに対し、これは「東西の道」である。モリン道とはツェツィー山（ウムヌゴビ県）で交差する。
長春真人が帰路に用いたルートとしても知られる。

## 参考資料
- 宇野伸浩「モンゴル帝国の駅伝制に関する一考察」『内陸アジア史研究』第5号、1989年。
- 太田彌一郎「元代における站戸の形態: 馬站戸と水站戸を中心として」『東洋史研究』第36号、1977年、doi:10.14989/153652。
- 白石典之『モンゴル帝国誕生　チンギス・カンの都を掘る』講談社、2017年。
- 杉山正明『羽田博士史学論文集　上巻歴史篇』東洋史研究会、1957年。